# Julian Konsztantyinovics Suckij
Julian Konsztantyinovics Suckij (Юлиан Константинович Шуцкий; Jekatyerinburg, 1897. augusztus 11. – Leningrád, 1938. február 18.) orosz sinológus.

## Élete és munkássága
Suckij apja a nemesi Csartorszkij-házból származott, és erdőmérnökként dolgozott. Édesanyja zenetanár volt. Suckij volt a Változások könyvének első fordítója, az általa készített orosz változatot később angolra és több más nyugati nyelvre is lefordították. Suckij kiváló nyelvérzékkel rendelkezett, élete során mintegy 16 nyelvből fordított.
1936–1937-ben kutatóként dolgozott az Ermitázsban. A Leningrádi Állami Egyetem professzora (1936–1937), valamint az Orosz Tudományos Akadémia Ázsiai Múzeumának kutatója (1920–1937) volt. Több mint 30 tudományos cikket és könyvet publikált. A taoizmus szakértőjeként több taoista művet fordított oroszra, de a Tang-kori költők verseit is nagy számban ültette át anyanyelvére. Szoros munkatársi kapcsolatban állt Vaszilij Mihajlovics Alekszejevvel. 1938-ban a sztálini „nagy tisztogatás” idején letartóztatták, és japán kémkedés vádjával február 18-án kivégezték.

## Fordítás
- Ez a szócikk részben vagy egészben  a(z)   Щуцкий, Юлиан Константинович című orosz Wikipédia-szócikk ezen változatának fordításán alapul.  Az eredeti cikk szerkesztőit annak laptörténete sorolja fel. Ez a jelzés csupán a megfogalmazás eredetét és a szerzői jogokat jelzi, nem szolgál a cikkben szereplő információk forrásmegjelöléseként.
- Ez a szócikk részben vagy egészben  a   Julian Shchutsky című angol Wikipédia-szócikk ezen változatának fordításán alapul.  Az eredeti cikk szerkesztőit annak laptörténete sorolja fel. Ez a jelzés csupán a megfogalmazás eredetét és a szerzői jogokat jelzi, nem szolgál a cikkben szereplő információk forrásmegjelöléseként.